# Disney Infinity 3.0
Disney Infinity 3.0 là một video game sandbox phiêu lưu hành động được phát hành bởi Disney Interactive Studios cho Microsoft Windows, PlayStation 3, PlayStation 4, Wii U, Xbox 360, Xbox One và Apple TV, và là phần thứ ba và cuối cùng trong loạt game đồ chơi-cuộc sống Disney Infinity. Game được phát triển bởi Avalanche Software, với sự giúp đỡ từ Ninja Theory, Studio Gobo, Sumo Digital, và United Front Games. Trái ngược với cách Disney Infinity 2.0 tập trung vào các nhân vật và bối cảnh của Marvel, 3.0 tập trung vào loạt phim Star Wars. Trò chơi được công bố vào ngày 5 tháng 5 năm 2015 và được phát hành vào ngày 28 tháng 8 năm 2015 tại châu Âu và vào ngày 30 tháng 8 năm 2015 tại Bắc Mỹ.

## Lối chơi
Disney Infinity 3.0 có cơ chế gameplay tương tự như Disney Infinity và Disney Infinity: Marvel Super Heroes. Mặc dù phân chia nhiều yếu tố chính, hệ thống chiến đấu của trò chơi đã được thiết kế lại để trở nên chuyên sâu và phức tạp hơn. Hệ thống chiến đấu của game bị ảnh hưởng bởi Star Wars: The Force Unleashed và phần tiếp theo của nó, Kingdom Hearts, Devil May Cry, và hầu hết các trò chơi video theo chủ đề chiến đấu trên không của Spider-Man (trừ Ultimate Spider-Man). Lightsabers đã được tích hợp vào chiến đấu, do sự xuất hiện của các nhân vật trong Star Wars. Nhân vật sử dụng lightsabers trong chiến đấu có thể sử dụng vũ khí bổ sung. Ví dụ, nhân vật Luke Skywalker có khả năng sử dụng blaster và một lightsaber, khi hai tính năng này được sử dụng kết hợp với nhau có thể tung hứng kẻ thù trong không khí. Toàn bộ combo đã được tích hợp, cho phép người chơi tạm dừng giữa combo và phân nhánh thành một biến thể khác của combo. Nhân vật có thể chơi được với khả năng sử dụng Force, trong thần thoại Star Wars, có khả năng đẩy và kéo kẻ thù trong chiến đấu. Các cuộc tấn công đặc biệt, được giới thiệu trong Disney Infinity: Marvel Super Heroes, đã trở lại, và các nhân vật có thể bay được có thể thực hiện một cuộc tấn công kết hợp trên không. Thay vì chờ đợi một thanh tiến trình đạt đến tối đa để thực hiện một cuộc tấn công đặc biệt, một tính năng mới cho phép các cuộc tấn công được tiến hành sớm, nhưng tác động của cuộc tấn công không mạnh. Tự động khóa mục tiêu khi bắn bằng vũ khí tầm xa đã được tăng cường, do đó người chơi không còn phải di chuyển đến gần hơn với kẻ thù để tự động khóa vào vị trí của họ.

## Cốt truyện

### Twilight of the Republic
Cốt truyện của chế độ Twilight of the Republic dựa trên thời đại của bộ ba trước Star Wars. Đặt trong các sự kiện của Star Wars: The Clone Wars, Obi-Wan Kenobi, Anakin Skywalker, Yoda và Ahsoka Tano khám phá một nhà máy Droid được kích hoạt lại trên hành tinh Geonosis. Bốn Jedi sau đó quyết định tìm ra ai là người chủ mưu đằng sau đội quân droid mới được chế tạo. Khi câu chuyện diễn ra, cặp đôi đi qua với General Grievous, Jabba the Hutt, Cad Bane, Mace Windu, Sebulba, Padme Amidala và nhân vật phản diện chính Darth Maul, và đi đến các hành tinh Coruscant, Naboo, Geonosis và Tatooine.

### Rise Against the Empire
Chế độ của Rise Against the Empire có kịch bản dựa trên các sự kiện của bộ ba Star Wars cổ điển, với một số khác biệt. Chế độ xoay quanh Luke Skywalker, em gái của anh ta Leia, Han Solo và Chewbacca thấy mình bị nhốt trong trận chiến với Darth Vader.

### The Force Awakens
Một chế độ dựa trên Star Wars: The Force Awakens đã được công bố tại hội chợ triển lãm D23 2015 và phát hành vào tháng 12 năm đó; nó có Finn, Rey, Kylo Ren, và Poe Dameron là nhân vật điều khiển được.

### Inside Out
Trong chế độ dựa theo bộ phim Những mảnh ghép cảm xúc, Riley chìm vào giấc ngủ khi xem một bộ phim kinh dị và hỗn loạn xảy ra trong tiềm thức của cô. Điều này phân tán một số ký ức của Riley trên khắp Imagination Land và những cảm xúc phải tìm và đưa chúng trở về trụ sở trước khi Riley tỉnh dậy.

### Marvel Battlegrounds
Trong chế độ Marvel Battlegrounds, Loki hợp tác với Ultron để điều khiển tất cả các anh hùng của vũ trụ chiến đấu với nhau bằng cách sử dụng bản sao robot trong khi họ ăn cắp một trong sáu viên đá Infinity từ hầm Asgardia. Tất cả các nhân vật Marvel từ Disney Infinity 2.0 đều có thể chơi được trong chế độ này, cùng với các nhân vật mới được giới thiệu trong 3.0.

### Finding Dory
Trong chế độ Đi tìm Dory, Dory tìm hiểu về một trận lụt tại Viện sinh vật biển đã quét sạch cả những con cá nhỏ nhất. Cùng với Nemo, Marlin, Hank, Bailey và Destiny, cô trở về giải cứu họ và dẫn họ đến nơi an toàn. Trên đường đi, cô làm quen với những người bạn cá mới và tùy biến khu vực rạn san hô mới như một khu bảo tồn cho những con cá được giải cứu.

### Toy Box Takeover
Một trò chơi mở rộng Box Toy Takeover theo sau nhân vật Syndrome đưa tay lên cây đũa phép của Merlin và hợp tác với tất cả các nhân vật phản diện khác để điều khiển Hộp đồ chơi. Toy Box Takeover có sáu cấp độ kiểu trình thu thập dungeon có thể được truy cập bởi bất kỳ nhân vật điều khiển nào.

### Toy Box Speedway
Toy Box Speedway là một trò chơi đua xe chiến đấu được tích hợp thêm vào Disney Infinity 3.0, tương tự như các cuộc đua trong Cars Play Set từ bản gốc Disney Infinity và loạt game Mario Kart. Cũng giống như đối thủ của nó, Toy Box Takeover, bất kỳ nhân vật nào trong game đều có thể chọn được.

## Nhân vật
Sau đây là danh sách các bức tượng nhỏ nhân vật đã được phát hành và công bố cho Disney Infinity 3.0. Gói khởi động, bao gồm trò chơi và Infinity Base, chứa các số liệu cho Ahsoka Tano và Anakin Skywalker, và một chế độ dựa trên Star Wars. Các số liệu và bộ phim bổ sung được bán trong các gói đặc biệt, trong khi các số liệu nhất định được bán riêng. Ngoài những nhân vật mới này, những người đã được giới thiệu cho trò chơi này, tất cả các nhân vật trước đó và Power Discs từ loạt trò chơi trước đó sẽ tương thích với trò chơi hiện tại này, tương tự như Disney Infinity 2.0.
| Nhượng quyền thương mại       | Nhân vật                           | Gói | Ngày phát hành                                                                               | Wave   |
| ----------------------------- | ---------------------------------- | --- | -------------------------------------------------------------------------------------------- | ------ |
| Star Wars: The Clone Wars     | Anakin Skywalkerh                  | Starter Pack / Twilight of the Republic Playset / Twilight of the Republic playset and software bundle Star Wars Saga Bundle (PS3 và PS4 độc quyền) | Ngày 30 tháng 8 năm 2015                                                                     | Wave 1 |
| Star Wars: The Clone Wars     | Ahsoka Tano                        | Starter Pack / Twilight of the Republic Playset / Twilight of the Republic playset and software bundle Star Wars Saga Bundle (PS3 và PS4 độc quyền) | Ngày 30 tháng 8 năm 2015                                                                     | Wave 1 |
| Star Wars: The Clone Wars     | Yodah                              | Single Character Pack | Ngày 30 tháng 8 năm 2015                                                                     | Wave 1 |
| Star Wars: The Clone Wars     | Obi-Wan Kenobih                    | Single Character Pack | Ngày 30 tháng 8 năm 2015                                                                     | Wave 1 |
| Star Wars: The Clone Wars     | Darth Maul                         | Single Character Pack | Ngày 3 tháng 11 năm 2015                                                                     | Wave 2 |
| Star Wars Original Trilogy    | Luke Skywalkerh                    | Rise Against the Empire Playset / Star Wars Saga Bundle (PS3 và PS4 độc quyền)                                                                      | Ngày 30 tháng 8 (PS3 và PS4 độc quyền) / Ngày 29 tháng 9 năm 2015 (bán lẻ chung)             | Wave 1 |
| Star Wars Original Trilogy    | Leia Organa                        | Rise Against the Empire Playset / Star Wars Saga Bundle (PS3 và PS4 độc quyền)                                                                      | Ngày 30 tháng 8 (PS3 và PS4 độc quyền) / Ngày 29 tháng 9 năm 2015 (bán lẻ chung)             | Wave 1 |
| Star Wars Original Trilogy    | Boba Fett                          | Single Character Pack / Star Wars Saga Bundle (PS3 và PS4 độc quyền)                                                                                | Ngày 30 tháng 8 năm 2015 / Ngày 5 tháng 2 năm 2016 / Ngày 15 tháng 3 năm 2016 (bán lẻ chung) | Wave 1 |
| Star Wars Original Trilogy    | Han Solo                           | Single Character Pack | Ngày 29 tháng 9 năm 2015                                                                     | Wave 1 |
| Star Wars Original Trilogy    | Chewbacca                          | Single Character Pack | Ngày 29 tháng 9 năm 2015                                                                     | Wave 1 |
| Star Wars Original Trilogy    | Darth Vaderh                       | Single Character Pack | Ngày 29 tháng 9 năm 2015                                                                     | Wave 1 |
| Star Wars: Thần lực thức tỉnh | Finn                               | The Force Awakens Playset | Ngày 18 tháng 12 năm 2015                                                                    | Wave 2 |
| Star Wars: Thần lực thức tỉnh | Rey                                | The Force Awakens Playset | Ngày 18 tháng 12 năm 2015                                                                    | Wave 2 |
| Star Wars: Thần lực thức tỉnh | Poe Dameron                        | Single Character Pack | Ngày 18 tháng 12 năm 2015                                                                    | Wave 2 |
| Star Wars: Thần lực thức tỉnh | Kylo Renh                          | Single Character Pack | Ngày 18 tháng 12 năm 2015                                                                    | Wave 2 |
| Star Wars Rebels              | Ezra Bridgera                      | Single Character Pack | Ngày 30 tháng 8 năm 2015                                                                     | Wave 1 |
| Star Wars Rebels              | Kanan Jarrusbh                     | Single Character Pack | Ngày 30 tháng 8 năm 2015                                                                     | Wave 1 |
| Star Wars Rebels              | Sabine Wrenc                       | Single Character Pack | Ngày 30 tháng 8 năm 2015                                                                     | Wave 1 |
| Star Wars Rebels              | Zeb Orreliosd                      | Single Character Pack | Ngày 30 tháng 8 năm 2015                                                                     | Wave 1 |
| Những mảnh ghép cảm xúc       | Joy                                | Inside Out Playset | Ngày 30 tháng 8 năm 2015                                                                     | Wave 1 |
| Những mảnh ghép cảm xúc       | Anger                              | Inside Out Playset | Ngày 30 tháng 8 năm 2015                                                                     | Wave 1 |
| Những mảnh ghép cảm xúc       | Sadness                            | Single Character Pack | Ngày 30 tháng 8 năm 2015                                                                     | Wave 1 |
| Những mảnh ghép cảm xúc       | Disgust                            | Single Character Pack | Ngày 30 tháng 8 năm 2015                                                                     | Wave 1 |
| Những mảnh ghép cảm xúc       | Feare                              | Single Character Pack | Ngày 30 tháng 8 năm 2015                                                                     | Wave 1 |
| Vũ trụ Điện ảnh Marvel        | Hulkbuster Iron Man                | Single Character Pack | Ngày 3 tháng 11 năm 2015                                                                     | Wave 2 |
| Vũ trụ Điện ảnh Marvel        | Ultron                             | Single Character Pack | Ngày 3 tháng 11 năm 2015                                                                     | Wave 2 |
| Vũ trụ Điện ảnh Marvel        | Black Suit Spider-Man              | Single Character Pack | Ngày 3 tháng 11 năm 2015                                                                     | Wave 2 |
| Vũ trụ Điện ảnh Marvel        | Captain America: The First Avenger | Marvel Battlegrounds Playset | Ngày 15 tháng 3 năm 2016                                                                     | Wave 3 |
| Vũ trụ Điện ảnh Marvel        | Ant-Man                            | Single Character Pack | Ngày 15 tháng 3 năm 2016                                                                     | Wave 3 |
| Vũ trụ Điện ảnh Marvel        | Vision                             | Single Character Pack | Ngày 15 tháng 3 năm 2016                                                                     | Wave 3 |
| Vũ trụ Điện ảnh Marvel        | Black Panther                      | Single Character Pack | Ngày 15 tháng 3 năm 2016                                                                     | Wave 3 |
| Disney Originals              | Mickey Mouse                       | Single Character Pack | Ngày 30 tháng 8 năm 2015                                                                     | Wave 1 |
| Disney Originals              | Minnie Mouse                       | Single Character Pack | Ngày 30 tháng 8 năm 2015                                                                     | Wave 1 |
| Trò chơi ảo giác              | Sam Flynn                          | Single Character Pack | Ngày 30 tháng 8 năm 2015                                                                     | Wave 1 |
| Trò chơi ảo giác              | Quorra                             | Single Character Pack | Ngày 30 tháng 8 năm 2015                                                                     | Wave 1 |
| Hoa Mộc Lan                   | Mulang                             | Single Character Pack | Ngày 30 tháng 8 năm 2015                                                                     | Wave 1 |
| Nữ hoàng băng giá             | Olaf                               | Single Character Pack | Ngày 30 tháng 8 năm 2015                                                                     | Wave 1 |
| Chú khủng long tốt bụng       | Spot                               | Single Character Pack | Ngày 3 tháng 11 năm 2015                                                                     | Wave 2 |
| Phi vụ động trời              | Judy Hopps                         | Single Character Pack | Ngày 1 tháng 3 năm 2016                                                                      | Wave 3 |
| Phi vụ động trời              | Nick Wilde                         | Single Character Pack | Ngày 1 tháng 3 năm 2016                                                                      | Wave 3 |
| Cậu bé rừng xanh              | Baloo                              | Single Character Pack | Ngày 15 tháng 3 năm 2016                                                                     | Wave 3 |
| Alice ở xứ sở trong gương     | Alice                              | Single Character Pack | Ngày 24 tháng 5 năm 2016                                                                     | Wave 3 |
| Alice ở xứ sở trong gương     | Mad Hatter                         | Single Character Pack | Ngày 24 tháng 5 năm 2016                                                                     | Wave 3 |
| Alice ở xứ sở trong gương     | Time                               | Single Character Pack | Ngày 24 tháng 5 năm 2016                                                                     | Wave 3 |
| Đi tìm Dory                   | Nemo                               | Single Character Pack | Ngày 17 tháng 6 năm 2016                                                                     | Wave 3 |
| Đi tìm Dory                   | Dory                               | Finding Dory Playset | Ngày 17 tháng 6 năm 2016                                                                     | Wave 3 |

Các nhân vật không thể chơi được bao gồm trong trò chơi bao gồm: General Grievous, Jabba the Hutt, Padme Amidala, C-3PO, R2-D2, Admiral Ackbar, Cad Bane, Mace Windu, Lando Calrissian, Aayla Secura, Plo Koon, Jar Jar Binks, BB-8 và Merlin.
Nhân vật ban đầu được lên kế hoạch xuất hiện trong Disney Infinity 3.0 nhưng sau đó bị hủy bao gồm Doctor Strange, Peter Pan, Spider-Gwen, Hera Syndulla, Goofy, Jafar, và các nhân vật từ Moana, Rogue One: A Star Wars Story, và Avatar.
^a : Timed exclusive at Toys "R" Us.

^b : Timed exclusive at Walmart.

^c : Timed exclusive at Target.

^d : Timed exclusive at GameStop.

^e : Timed exclusive at Amazon.com.

^f : Originally exclusive to PlayStation Vita for Disney Infinity 2.0.

^g : Timed exclusive at Best Buy.

^h : Also available as a Light FX Variant.

## Giải thưởng
| Danh sách giải thưởng và đề cử | Danh sách giải thưởng và đề cử | Danh sách giải thưởng và đề cử | Danh sách giải thưởng và đề cử |
| Giải thưởng                    | Thể loại                       | Kết quả                        | Nguồn                          |
| ------------------------------ | ------------------------------ | ------------------------------ | ------------------------------ |
| The Game Awards 2015           | Best Family Game               | Đề cử                          | [ 12 ]                         |
| 2016 Kids' Choice Awards       | Favorite Video Game            | Đề cử                          | [ 13 ]                         |
| 2016 Toy Of The Year Awards    | E-Connected Toy Of The Year    | Đoạt giải                      | [ 14 ]                         |